# Calhandra-real

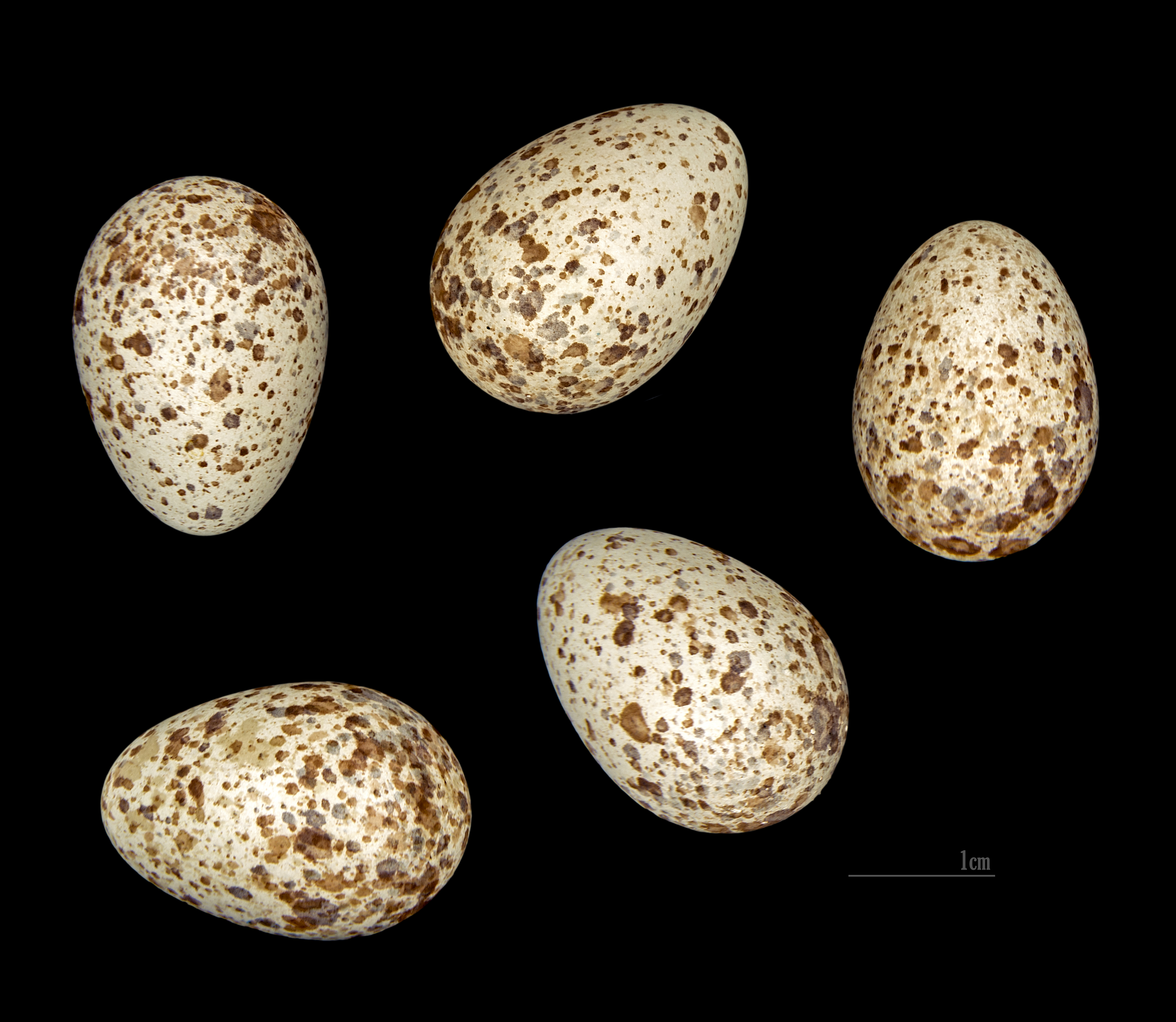
Melanocorypha calandra MHNT

A calhandra-real (Melanocorypha calandra) é uma ave da família Alaudidae. Caracteriza-se pela plumagem castanha com uma grande mancha preta no peito.
Esta espécie, que frequenta zonas abertas, como searas e terrenos incultos, distribui-se pelo sul da Europa e pelo norte de África. Em Portugal é uma espécie residente, pouco abundante, que se distribui sobretudo pelo Alentejo e pela Beira Interior.